# Hajime Narukawa
Hajime Narukawa (鳴川肇 Narukawa Hajime?) (Kanagawa, 1971) es un arquitecto japonés, inventor de la Proyección AuthaGraph.

## Biografía
Nació en 1971 en Kawasaki, Kanagawa y vive y trabaja en Tokio. Narukawa se graduó en 1994 en el Instituto tecnológico de Shibaura, Universidad Nacional de Bellas Artes y Música de Tokio con el grado de maestro en 1996, y el Instituto de Berlage en Rotterdam con el grado de maestro en 1999.
En 1994 su "Golden Gai Theater" ganó la Medalla de Oro en el concurso del Instituto de Arquitectura de Japón para arquitectos recién graduados. Ese mismo año inició sus investigaciones sobre teoría geométrica. En 1996, su "Manual de modelado de tensegridad" fue galardonado con el premio Salon de Printemps.
Narukawa fundó AuthaGraph Co., Ltd en 2009, después de trabajar en la Academia de Arquitectura de Arnhem y Asesores Estructurales de Sasaki. Desde 2015, es profesor asociado en la Universidad de Keio, Tokio, en el departamento de Información y Medio Ambiente.

## Trabajo

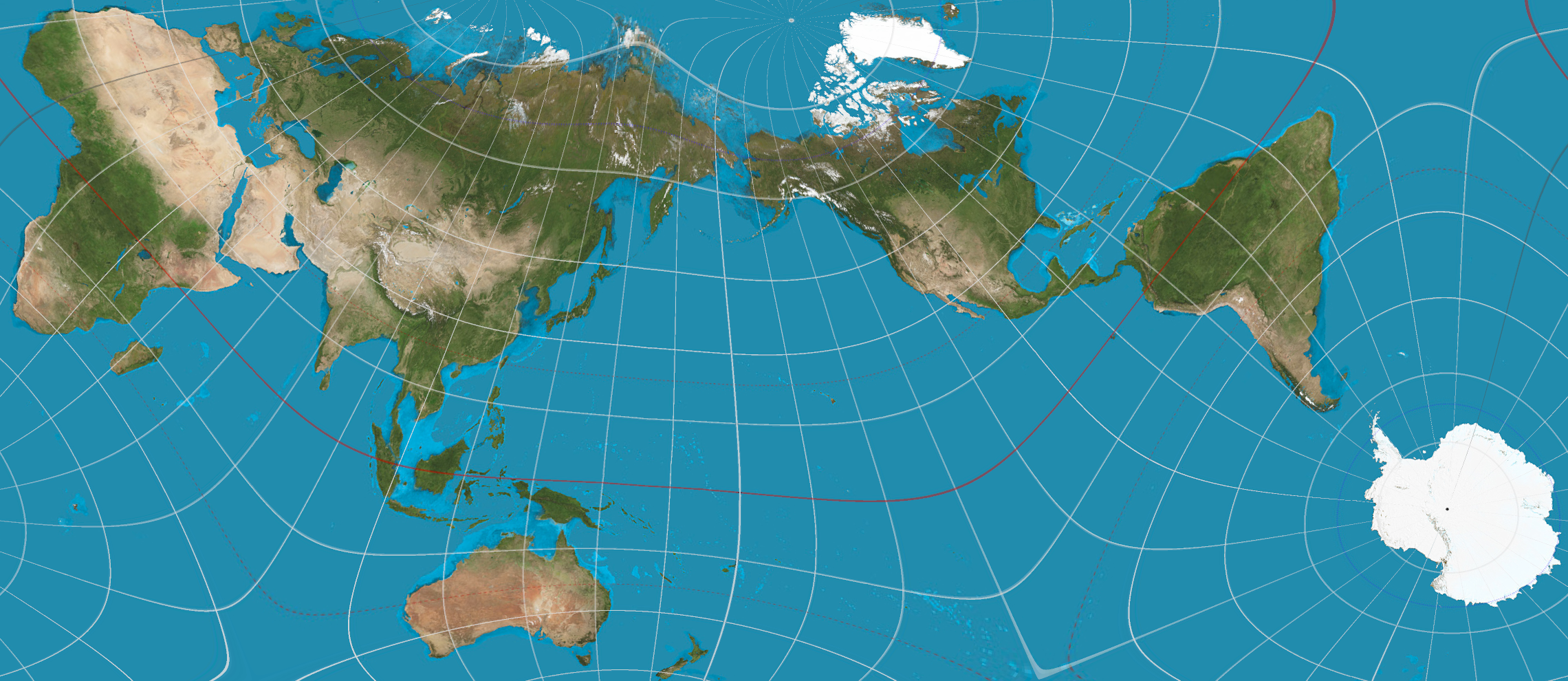
Mapamundi con proyección AuthaGraph

Narukawa es el inventor de AuthaGraph, una proyección de mapa mundial única, que se basa en el Mapa Dymaxion de Buckminster Fuller. Narukawa había diseñado un manual simplificado de modelado de tensegridad que presentó en su tesis de maestría 'Manual de modelado de tensegridad' en 1996. El manual permite la construcción de modelos estructurales de tensegridad sin cálculos complicados o técnicas de fabricación difíciles por una sola persona. Un resumen del manual está disponible públicamente para su descarga. El método de proyección AuthaGraph puede convertir una vista omnidireccional y una imagen esférica completa, como un globo, en una pantalla plana rectangular sin espacios ni superposiciones. En 2011, la proyección cartográfica AuthaGraph fue seleccionada por el Museo Nacional Japonés de Ciencia Emergente e Innovación (Miraikan) como su herramienta cartográfica oficial.
Narukawa Ha recibido varias patentes para el método de proyección AuthaGraph.

## Premios
- 1994 - Medalla de oro en el concurso del Instituto de Arquitectos de Japón para arquitectos recién graduados por el "Golden Gai Theater".
- 1996 - Premio Salon de Printemps por "Manual de modelado de tensegridad"